# Ro Mogendorff
Rosa Catharina (Ro) Mogendorff (Amsterdam, 21 juni 1907 - Laren, 27 oktober 1969) was een Nederlandse schilder en tekenares.

## Leven en werk
Mogendorff werd geboren als dochter van de joodse arts Emanuel Mogendorff en Aline Flesseman in de Oosterparkstraat in Amsterdam. Haar tweelingzus Isidora Frederika (1907-1985) werd onder de naam Do Hoogland bekend als actrice en was getrouwd met Albert van Dalsum. Het gezin woonde naast de schilder Willem Witsen, die ervoor zorgde dat Mogendorff toestemming kreeg van haar ouders om een opleiding aan de Dagteekenschool voor Meisjes te gaan volgen. Ze kreeg daar les van Jan Uri.
In 1924 werd Mogendorff toegelaten aan de Rijksacademie, waar ze studeerde onder Jurres, Wolter, Bronner en Prof. Richard Roland Holst. Ze zat tevens op de avondklas van lector S. Westerman. Ze kreeg vanaf haar 21e voor drie jaar een koninklijke subsidie toegekend en won in 1929 de Cohen Gosschalkprijs. Ze opende een eigen atelier, samen met Paul Citroen.
Tijdens de Tweede Wereldoorlog dook Mogendorff onder. Ze besloot zich, mede gezien een zwakke gezondheid, alleen nog op tekenen te richten en sloot zich na de oorlog aan bij de Nederlandse Kring van Tekenaars en Arti et Amicitiae. Ze exposeerde meerdere keren. In 1957 ontving zij als eerste de Prix de la Critique van de  Association Internationale des Critiques d'Art. In 1967 werd ze benoemd tot Ridder in de Orde van Oranje-Nassau.
Het laatste half jaar van haar leven woonde Mogendorff in het Rosa Spier Huis, waar ze op 62-jarige leeftijd overleed.